# Michel Gaucher
Pour les articles homonymes, voir Gaucher (homonymie).
Michel Gaucher est un saxophoniste, flutiste, arrangeur et compositeur français, né le 14 octobre 1945 à Paris.

## Biographie

### Carrière
Musicien autodidacte, Michel Gaucher confie n'avoir « commencé à lire la musique que 10 ans après avoir commencé sa carrière professionnelle. » Une carrière qui commence à l'aube des années 1960, où ce passionné de jazz, entre dans le groupe de rock Glenn Jack et les Glenners (dans lequel joue Babik Reinhardt). Il joue ensuite brièvement avec le groupe Les Champions, puis avec la formation Gerry Beckles et les Toppers, avant d'intégrer Les Chaussettes noires durant l'automne 1962,.
Lorsqu'Eddy Mitchell quitte le groupe (fin décembre 1963), pour entamer une carrière en solo, Michel Gaucher (à la demande du chanteur), reste avec lui, en intégrant le groupe instrumental Les Fantômes (qui en cette période accompagne Mitchell sur scène) et l'aide dans la formation de son premier orchestre fin 1964. Il l'accompagne régulièrement sur scène et en studios jusqu'en 1973.
De 1975 à 1980, Michel Gaucher joue avec Gilbert Bécaud. En parallèle, il entame une carrière de musicien de studio pour de nombreux artistes et enregistre avec Vladimir Cosma, Jean-Claude Petit, Jean-Claude Vannier, Christian Gaubert, participe à de nombreuses séances d'enregistrement pour la musique de film et la publicité.
En 1979, Michel Gaucher enregistre sous son nom un premier album Téquila et en 1991 l'album Lefty.
Outre Gilbert Bécaud, il a joué sur scène et sur disque pour (notamment) : Michel Jonasz, Charles Aznavour, Michel Sardou, Sylvie Vartan, Francis Cabrel, Johnny Hallyday, Bernard Lavilliers, Patrick Bruel, Robert Charlebois, Maxime Leforestier, Véronique Sanson, Al Jarreau, Gilbert Montagné [...] et Eddy Mitchell qu'il accompagne (à nouveau) régulièrement depuis 1981.
En 2002, Michel Gaucher fait partie du quintette qui joue avec Ray Charles en tournée en Europe,.
Au cours de sa carrière, Michel Gaucher a également composé (outre plusieurs chansons pour Eddy Mitchell), la musique du film Un printemps à Paris, celles des pièces de théâtre Le Temps des cerises et Un singe en hiver, l'instrumental C'est pourtant vrai en introduction du spectacle Les Vieilles Canailles, qu'avec son big band il accompagne sur scène en 2014 et 2017 et dont il réalise les arrangements musicaux.

## Scènes (instrumentiste pour)
(liste non exhaustive)
Eddy Mitchell
- Olympia 1969
- Olympia 1981
- Palais des sports 1984
- Casino de Paris 1990
- Casino de Paris 1993
- Zénith, Olympia et Bercy 1994
- Bercy 1997
- Tour 2000
- Frenchy Tour 2004
- Jambalaya Tour 2007
- Ma dernière séance 2010
- Palais des sports 2016

Johnny Hallyday
- Palais des sports 1976
- Palais des sports 1982
- Lorada Tour 1995

Bernard Lavilliers
- 1980 Palais des sports

Charles Aznavour
- Palais des congrès 1987

Michel Sardou
- Bercy 1989
- Bercy 1991
- Bercy 1993
- Bercy 1998

Sylvie Vartan
- À Sofia 1990

Michel Jonasz
- Palais des sports 1986
- Zénith 1993
- Michel Jonasz Quartet
- le meouge le Rhône  la durance

Francis Cabrel
- Sarbacane tour 1989
- spectacle acoustique 1991
- samedi soir sur la terre 1994

Autres :
- Starmania 1988-1989
- Les Enfoirés à l'Opéra-Comique 1995
- La Soirée des Enfoirés 1996
- Les Vieilles Canailles 2014 et 2017

## Discographie

### Albums personnels
- 1979 : Téquila !
- 1984 : Travellin' Sax
- 1992 : Lefty
- 1998 : Tribute To Jazz
- 2006 : Un printemps à Paris (BOF)
- 2008 : Le temps des cerises
- 2014 : Un singe en hiver

### Participations albums studios et lives
- 1968 : Sept colts pour Schmoll - Eddy Mitchell
- 1969 : Eddy Olympia - Eddy Mitchell
- 1976 : Johnny Hallyday Story - Palais des sports - Johnny Hallyday

Olympia 76 - Gilbert Bécaud
- 1977 : Olympia 77 - Gilbert Bécaud
- 1978 : Si tu penses à moi (45 tours) - Joe Dassin

L'amour est vraiment fort - Eddy Mitchell
- 1979 : Blues Harp - Jean-Jacques Milteau et Mojjo
- 1980 : Live Tour 80 - Bernard Lavilliers
- 1981 : Nuit d'amour - Bernard Lavilliers
- 20 ans : Eddy Mitchell Olympia - Eddy Mitchell

La Nouvelle Vie - Michel Jonasz

Pour le plaisir - Herbert Léonard
- 1982 : Le Blues à Fabienne - Fabienne Thibeault
- 1983 : Palais des sports 82 - Johnny Hallyday

On avance - Alain Souchon
- 1983 : Merci - Magma[4]
- 1984 : Palais des sports 84 - Eddy Mitchell
- 1985 : Live à l'Olympia - Gilbert Montagné

Unis vers l'uni - Michel Jonasz
- 1986 : Michel Jonasz en concert au Palais des sports - Michel Jonasz

Eddy Paris Mitchell - Eddy Mitchell

Pop Satori - Étienne Daho
- 1987 : À tout à l'heure (Olympia 1987) - Patrick Bruel

Récital Aznavour (Palais des Congrès 87) - Charles Aznavour

Vivre vivre - François Feldman
- 1988 : If... - Bernard Lavilliers

Moi le venin - Véronique Sanson

Elsa - Elsa
- 1989 : Cadillac - Johnny Hallyday

Bercy 89 - Michel Sardou

Blues Harp - Jean-Jacques Milteau
- 1990 : Eddy Mitchell au Casino de Paris -Eddy Mitchell

Enregistrement public à Sofia - Sylvie Vartan
- 1991 : Bercy 91 - Michel Sardou

Sagesse du fou - Maxime Le Forestier

Où est la source ? - Michel Jonasz

Vraiment bien (45 tours) - Eddy Mitchell et Mort Shuman

D'une ombre à l'autre - Francis Cabrel
- 1992 : Quelques notes - Jean-Yves D'Angelo
- 1993 : Michel Jonasz au Zénith - Michel Jonasz

Bercy 93 - Michel Sardou

Passer ma route - Maxime Le Forestier

Rio Grande - Eddy Mitchell

Faux Rêveur - Marc Lavoine
- 1994 : Champs du possible - Bernard Lavilliers

Retrouvons notre héros Eddy Mitchell à Bercy - Eddy Mitchell

Un jour comme aujourd'hui - Pascal Obispo

Samedi soir sur la Terre - Francis Cabrel

Deux - Enzo Enzo
- 1995 : Les Enfoirés à l'Opéra-Comique

Big band au Casino de Paris - Eddy Mitchell

Country-rock à l'Olympia - Eddy Mitchell

Routes - Jean-Jacques Milteau
- 1996 : Lorada Tour - Johnny Hallyday

La Soirée des Enfoirés

Mr Eddy - Eddy Mitchell
- 1997 : Mr Eddy à Bercy 97 - Eddy Mitchell
- 1998 : Bercy 98 - Michel Sardou
- 1999 : RéCréation - Florent Pagny
- 2000 : L'Écho des étoiles - Maxime Le Forestier

Live 2000 - Eddy Mitchell
- 2001 : Chansons pour les pieds - Jean-Jacques Goldman

Ma chanson d'enfance

Marc Lavoine (album, 2001) - Marc Lavoine
- 2003 : Frenchy - Eddy Mitchell
- 2004 : Frenchy Tour - Eddy Mitchell
- 2005 :  Envoie les clowns - Didier Barbelivien

L'homme que je suis - Julio Iglesias
- 2007 : Jambalaya Tour - Eddy Mitchell
- 2009 : Hors-Pistes - Isabelle Mayereau
- 2010 : Come Back - Eddy Mitchell
- 2011 : Ma dernière séance - Eddy Mitchell
- 2012 : Adam et Ève : La Seconde Chance
- 2015 : Big Band - Eddy Mitchell

2017 : Michel Jonasz Quartet en concert (Live au Casino de Paris)
- 2019 : Les Vieilles Canailles Le Live - Les Vieilles Canailles
- 2021 : Country Rock - Eddy Mitchell

### Participation musique de film
- 1980 : La Boum, Vladimir Cosma

Inspecteur la Bavure, Vladimir Cosma
- 1981 : Clara et les Chics Types, Michel Jonasz, Manu Katché
- 1982 : Les Sous-doués en vacances, Vladimir Cosma

La Boum 2, Vladimi Cosma
- 1987 : Sale Destin, Pascal Arroyo

Saxo, François Bréant, Roy Buchanan
- 1992 : Rock-o-rico, Robert Folk et T.J. Kuenster (Rock-o-rico (bande originale))
- 1997 Tenue correcte exigée, Maurice Vander

Rien ne va plus, Matthieu Chabrol
- 2007 : Détrompez-vous, Valérie Lindon
- 2008 : Cash, Jean-Michel Bernard
- 2011 : Bienvenue à bord, Jean-Michel Bernard